# Ulica Nowolipki w Warszawie

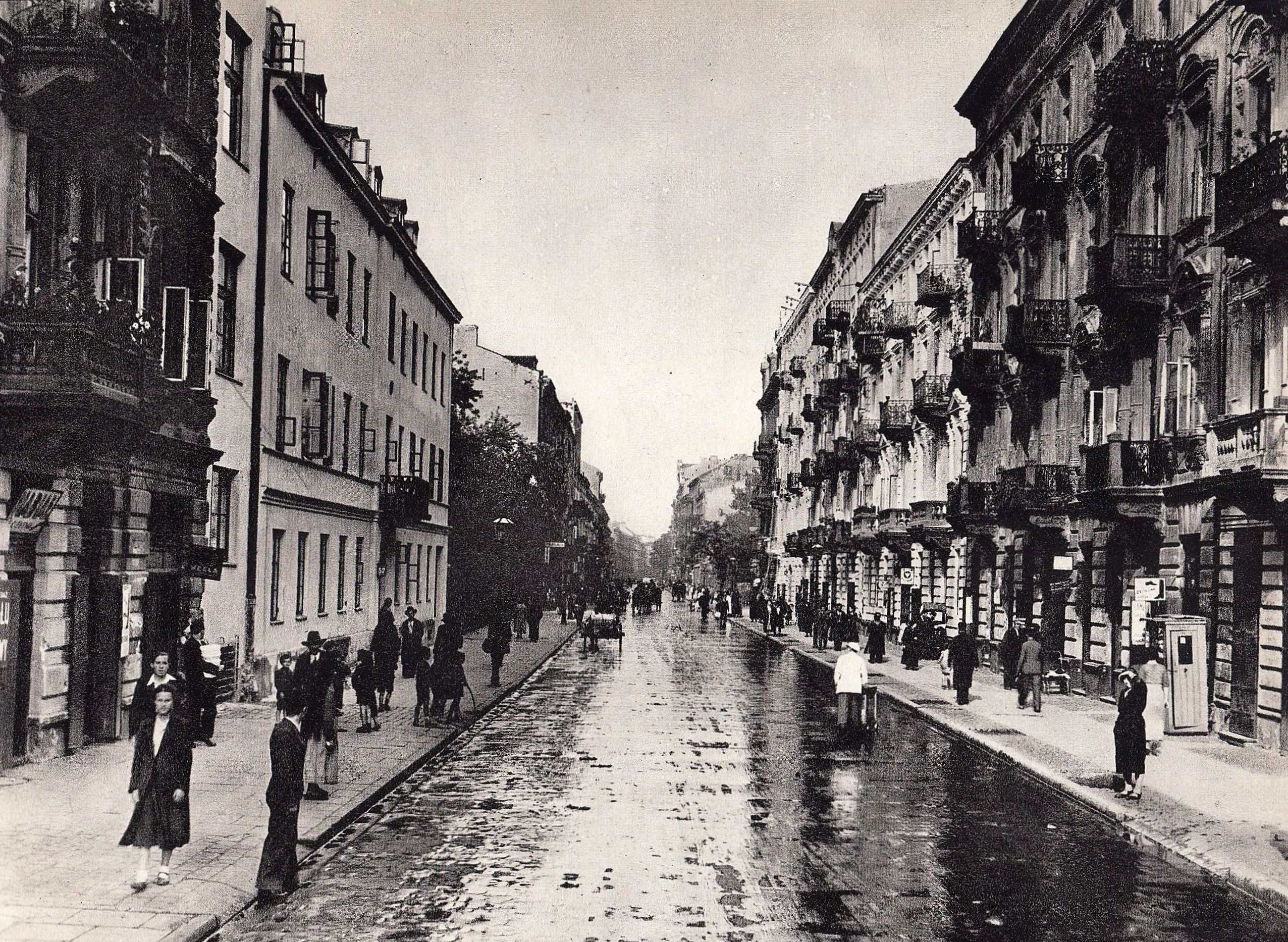
Ulica Nowolipki w 1935 roku

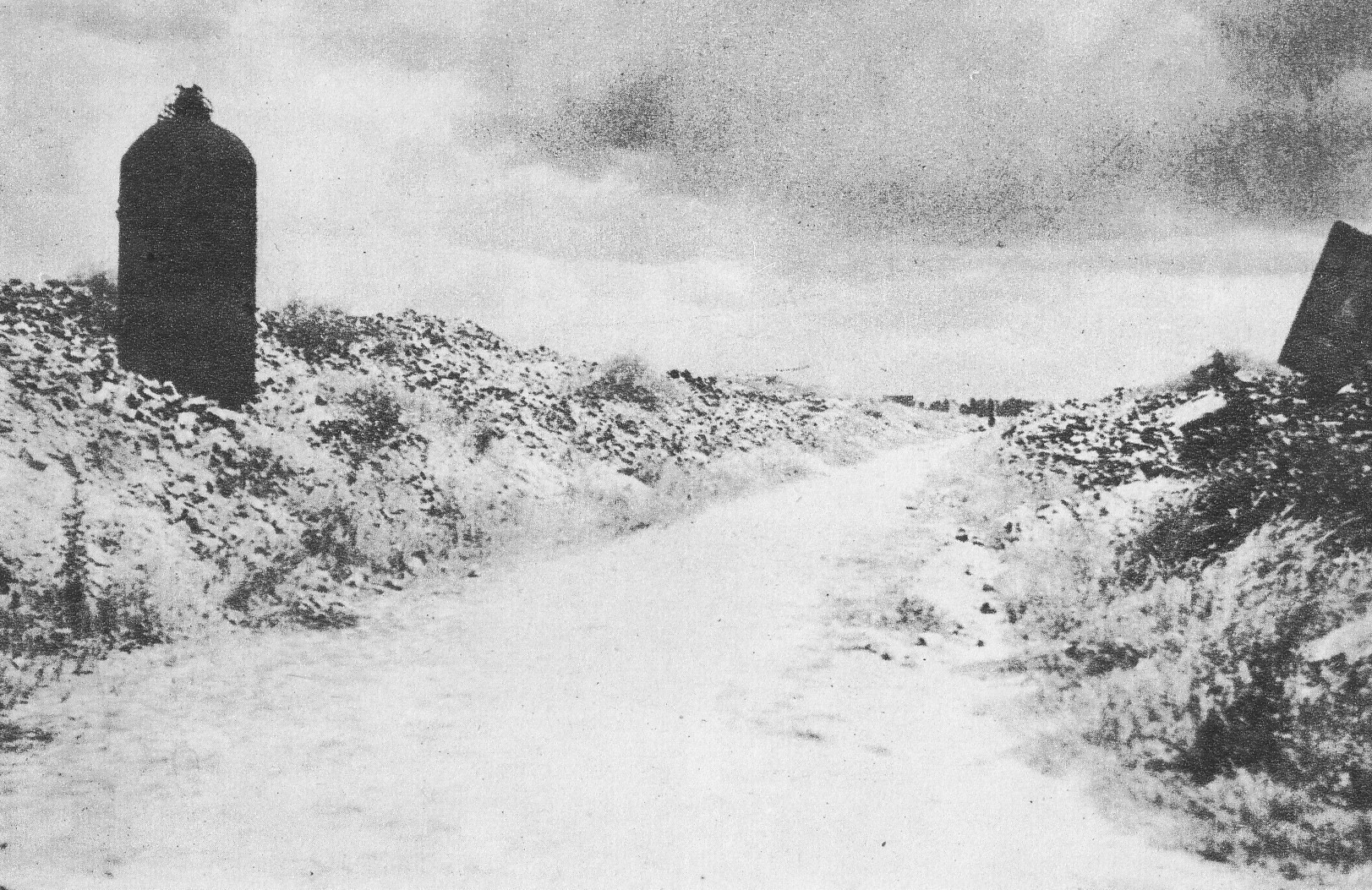
Ulica w 1945 lub 1946 roku, zabudowa zburzona w czasie II wojny światowej, widok od kościoła św. Augustyna w kierunku ul. Okopowej

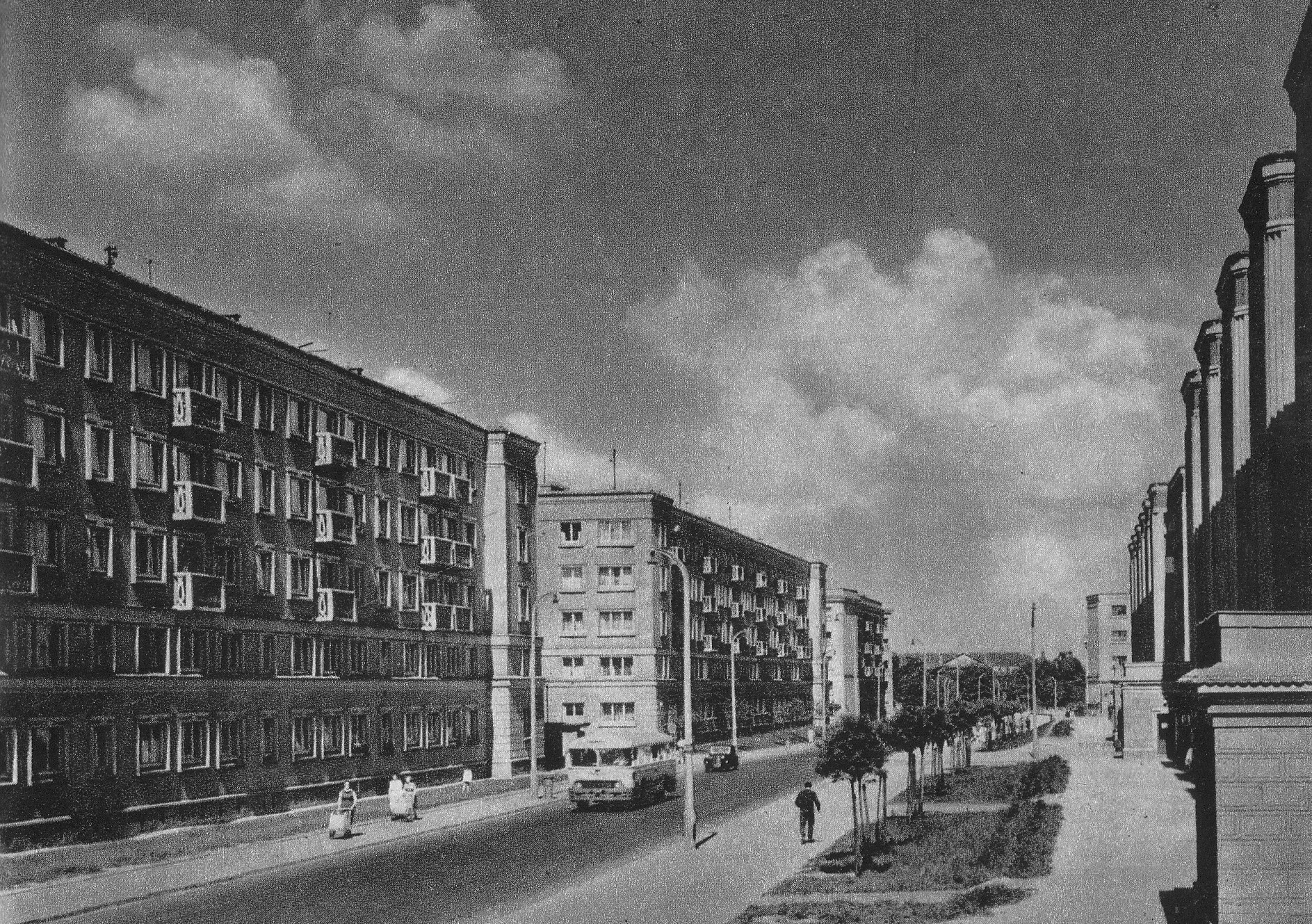
Ulica w 1962 roku, wybudowane nowe domy

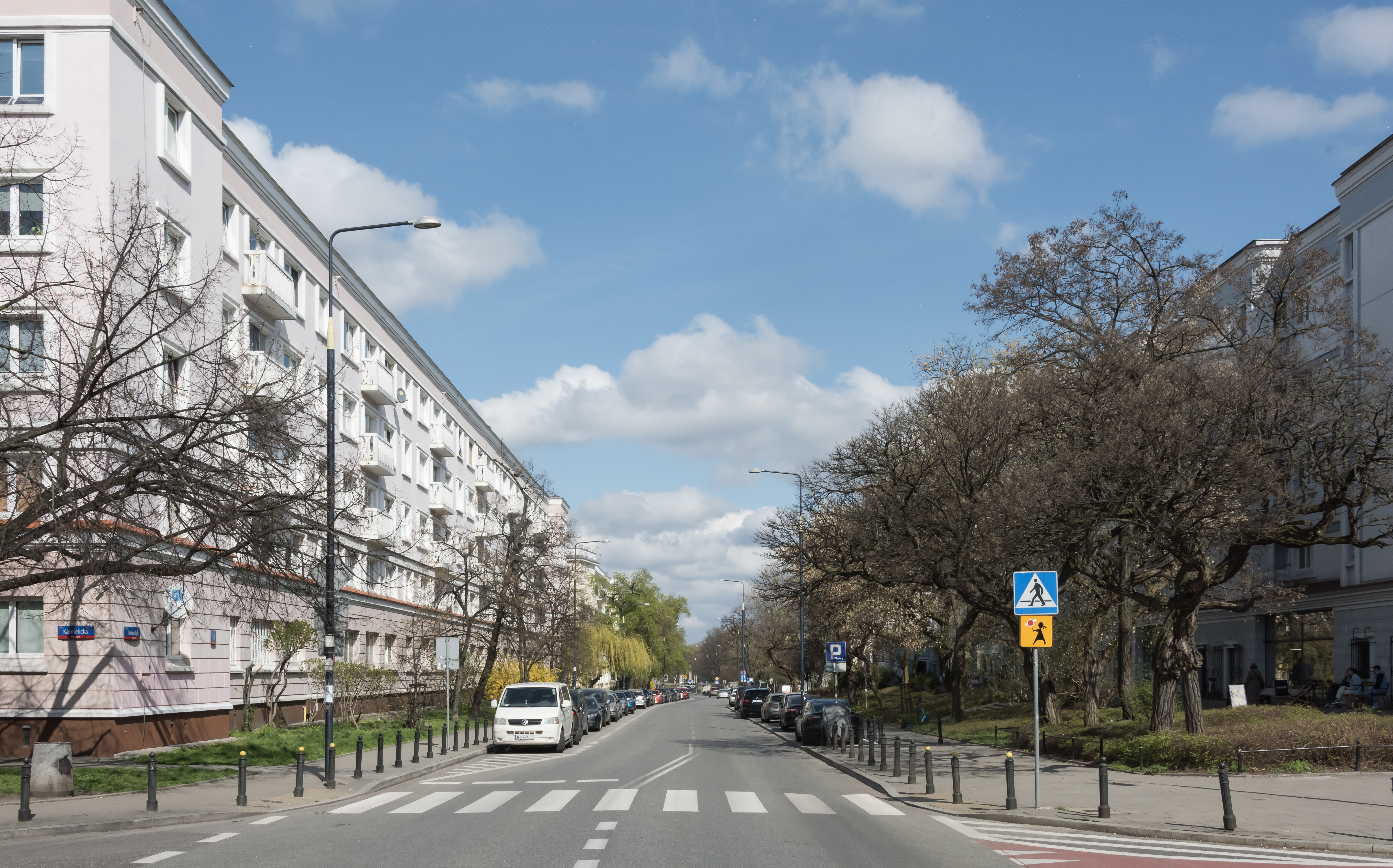
Ulica przy skrzyżowaniu z ul. Karmelicką, widok w kierunku wschodnim (2023)

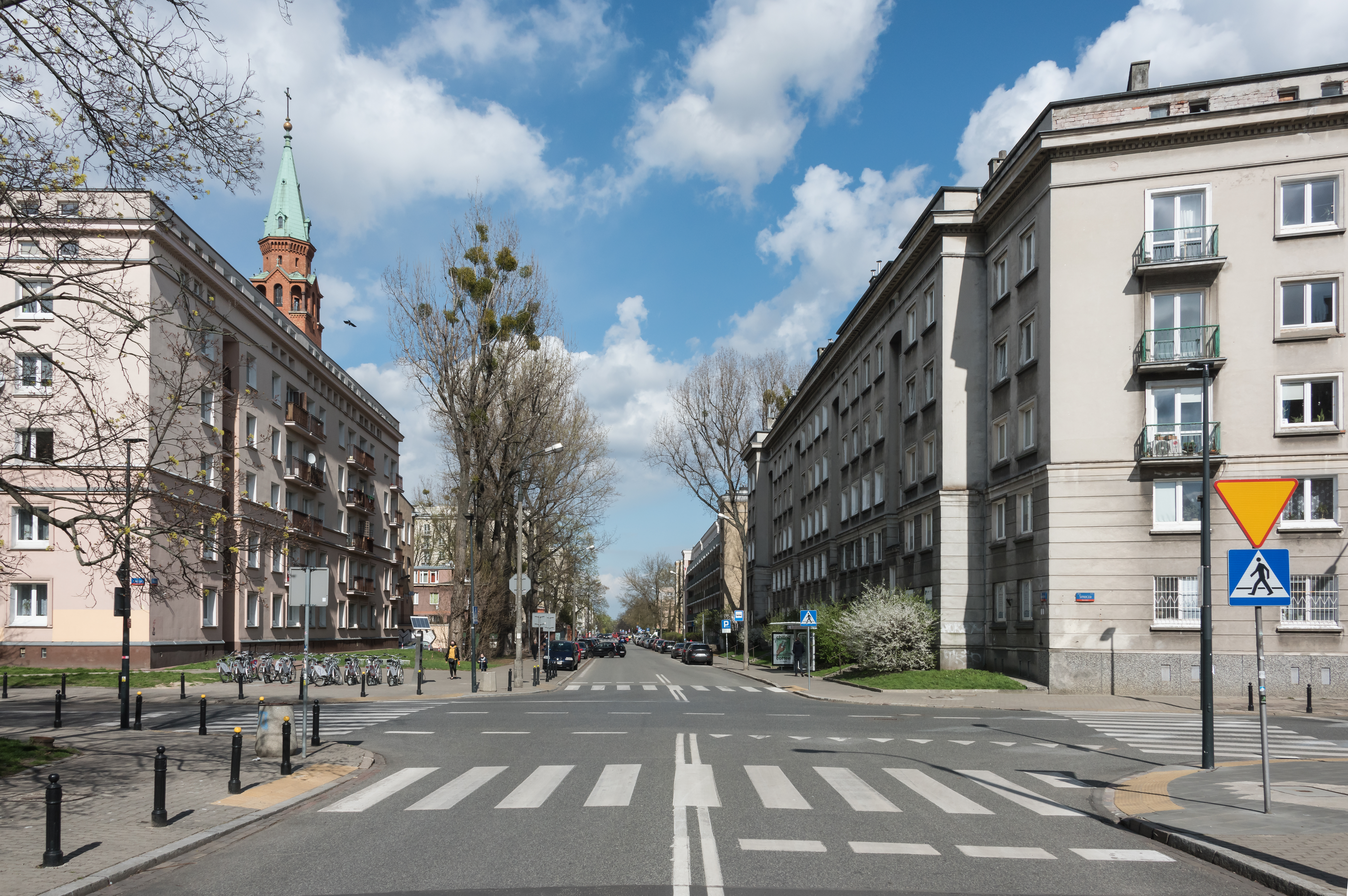
Ulica przy skrzyżowaniu z ul. Smoczą, widok w kierunku wschodnim (2021)

Ulica Nowolipki – ulica w dzielnicach Wola i Śródmieście w Warszawie.

## Historia
Ulica to dawna droga narolna wytyczona po roku 1624 na gruntach posiadłości brygidek zwanej Nowe Lipie, biegnąca od Nalewek za zachód. Na początku była bardzo słabo zabudowana: jeszcze w roku 1762 drewnianą zabudowę posiadały parcele w początkowym rejonie ulicy. Przy jej dalszym odcinku znajdowały się liczne ogrody, i stąd jej nieoficjalna nazwa – Ogrodniki.
Obecną nazwę zatwierdzono w roku 1770, choć pewien czas funkcjonowało też określenie Nowolipska. Wtedy też za sprawą geometry Macieja Deutscha Nowolipki zostały uregulowane i przedłużone do ulicy Wolność.
U zbiegu z ulicą Nalewki od roku 1770 znajdował się magazyn karowy − remiza wozów wywożących nieczystości zaprojektowana przez Stanisława Zawadzkiego lub Jakuba Fontanę. Na sąsiedniej posesji w roku 1775 pobudowano nowe skrzydła pałacu Konstancji Hilzenowej, żony wojewody mińskiego Jana Augusta Hylzena, stojącego przy sąsiedniej ul. Nowolipie, natomiast pod nr. 7 po roku 1784 wzniesiono pałacyk Jana Poltza, już przed rokiem 1792 będący własnością Stanisława Sołtyka.
W epoce konstytucyjnej Królestwa Kongresowego dzięki realizacjom rządowym początkowy odcinek ulicy uzyskał późnoklasycystyczny, reprezentacyjny charakter: magazyn karowy przebudowano na koszary Gwardii Artylerii Koronnej, zaś pałac Hilzenów po roku 1795 przeszedł na własność Tadeusza Mostowskiego, ministra spraw wewnętrznych Księstwa Warszawskiego. W roku 1824 Antonio Corazzi przebudował pałac Mostowskich na siedzibę Komisji Rządzącej Spraw Wewnętrznych i Duchownych.
Na posesji nr. 33 już przed rokiem 1819 istniała pierwsza w Warszawie gisernia wosku należąca do Karola Schultza, zaś w roku 1835 na terenie dawnego magazynu karowego znalazł siedzibę IV Oddział Straży Ogniowej. Po przekształceniu dawnych zabudowań połączono je z budynkiem bramnym, na którym znajdował się taras z wysoką, cylindryczną strażnicą, na której znajdowała się stacja telegrafu optycznego.
W latach 1840−1843 powstał pod nr. 11/15 gmach II Gimnazjum Męskiego przejściowo mieszczący także Instytut Szlachecki (przeniesiony potem na ul. Wiejską).
W budynku II Gimnazjum, w mieszkaniu służbowym ojca, który pracował tam jako podinspektor oraz nauczyciel fizyki i matematyki, mieszkała w pierwszych latach życia Maria Skłodowska-Curie. Skłodowscy wyprowadzili się stamtąd w 1873, i po trzykrotnych przeprowadzkach wynajęli mieszkanie na rogu Nowolipek i Karmelickiej.
Pałacyk Sołtyka w międzyczasie mieszczący Dyrekcję Ubezpieczeń i zredukowany do roli oficyny, od roku 1843 mieścił również pierwszą w mieście stałą Kasę Ubezpieczeń i Oszczędności; po roku 1864 urządzono w nim meczet, a przed rokiem 1868 wydawnictwo i drukarnię Józefa Ungra z redakcjami takich tytułów jak Tygodnik Ilustrowany i Wędrowiec.
Po roku 1840 ruch inwestycyjny zamarł na 25 lat; około roku 1860 Nowolipki oświetliły latanie gazowe, zaś w roku 1863 przeprowadzono przedłużenie ul. Karmelickiej. W okresie ożywienia budowlanego 1875−1882 przy ulicy powstało kilka szybko i niedbale wybudowanych domów o tandetnym wystroju, wybudowanych w celach spekulacyjnych. Jeszcze większą ilością podobnych realizacji zaowocował okres 1884−88, jednak wystrój architektoniczny tych obiektów prezentował już nieco wyższy poziom. W dalszym ciągu jednak za ich fasadami kryły się małe i ciasne mieszkania, zasiedlone do granic możliwości przez ubogą ludność żydowską.
Przełom XIX i XX wieku przyniósł realizacje kamienic wybijających się stylistyką ponad szarość okolicy: u zbiegu ze Smoczą pod numerem 51 powstała neogotycka kamienica wzniesiona dla Eugeniusza Torzewskiego; jej fasady ozdobiła czerwona cegła zaś naroże – wieżyczka nakryta hełmem. Podobna estetyka wyróżniała też kamienice pod numerami 41 i 43, które prócz ornamentyki późnobarokowej posiadały znaczne partie obłożone licową cegła, tyle że jasnej barwy – białej lub żółtej.
W latach 1892–1896 przy ulicy wybudowano według projektu Józefa Hussa i Edwarda Cichockiego kościół św. Augustyna. Ceglana świątynia uzyskała najwyższą wtedy w Warszawie, 70−metrową wieżę, wzniesioną w stylu romanizmu lombardzkiego. W okresie wczesnego modernizmu powstała tylko jedna kamienica, wybudowana około roku 1911 dla Karola Piltza. Do roku 1939 działało przy Nowolipkach wiele firm, zazwyczaj produkcyjnych; wśród nich odnajdujemy fabrykę kas ogniotrwałych, niklownię i garbarnię, ale też wytwórnię rowerów i introligatornię.
W 1914 roku do kamienicy nr 53, znajdującej się na rogu ul. Smoczej, wprowadził się wraz z rodziną Józef Rotblat, laureat Pokojowej Nagrody Nobla w 1995 roku (od 2018 roku upamiętnia go nazwa znajdującego się w tym miejscu skweru).
W okresie międzywojennym w kamienicy nr 53 mieścił się III komisariat Policji Państwowej. Do 1939 w kamienicy pod nr 7 działała redakcja żydowskiego dziennika „Nasz Przegląd”, którego piątkowy dodatek, „Mały Przegląd”, założony przez Janusza Korczaka, był redagowany przez dzieci (w 1996 na fasadzie pałacu Mostowskich odsłonięto tablicę upamiętniającą „Mały Przegląd”). 
W chwili wybuchu II wojny światowej Nowolipki posiadały zwartą zabudowę, na końcowym odcinku znajdowały się co prawda drewniane zabudowania warsztatów, jednak początek ulicy wciąż ozdabiały okazałe gmachy. W roku 1939 spłonął gmach szkoły pod nr. 11 oraz skrzydła pałacu Mostowskich.
W listopadzie 1940 ulica, poza pojedynczymi budynkami w pobliżu skrzyżowań z ulicami Przejazd i Wolność, została włączona w obręb warszawskiego getta. Po wielkiej akcji deportacyjnej w lecie 1942 wyłączono z niego końcowy odcinek ulicy (w pobliżu ul. Wolność). W tzw. getcie szczątkowym Nowolipki na prawie całej swej długości były ulicą graniczną pomiędzy głównym obszarem szopów ciągnącym się na południe aż do ulicy Leszno, a pasem niezamieszkanym pomiędzy Nowolipkami a Gęsią na północy. W czasie powstania w getcie Niemcy spalili, a następnie zburzyli większość zabudowy. Ocalał kościół św. Augustyna, oszczędzony zapewne z racji obserwacyjnych walorów strzelistej wieży. Sam kościół stał się magazynem sprzętów zrabowanych mieszkańcom getta.
W sierpniu 1942 i w lutym 1943 w piwnicach szkoły Bera Borochowa (nr 68) ukryto odpowiednio pierwszą i drugą część archiwum Ringelbluma.
Powstanie 1944 przyniosły zniszczenia na początkowym odcinku ulicy, gdzie spłonęły koszary Straży Ogniowej oraz pałac Mostowskich.
W okresie powojennym Nowolipki skrócono do ulicy Przejazd (współcześnie jest to fragment ul. gen. Władysława Andersa). Zlikwidowano też wtedy ostatnie relikty dawnej brukowanej nawierzchni wraz z rynsztokami. Pod nr. 20 zachowały się oficyny kamienicy należącej przed wojną do Warszawskiej Gminy Żydowskiej.
Domy osiedla Muranów stojące wzdłuż ulicy wybudowano bezpośrednio na gruzach dawnej zabudowy. Niektóre płytko podpiwniczone budynki stoją na górkach obsypanych ziemią i obsianych trawą.
W 2021 na skwerze między blokami mieszkalnymi nr 28 i 30, w miejscu odnalezienia w 1946 pierwszej części archiwum Ringelbluma, odsłonięto upamiętnienie zaprojektowane przez Łukasza Mieszkowskiego i Marcina Urbanka.